# Ричфилд
Ричфилд (на английски: Richfield) е град в окръг Хенепин, Минесота, Съединени американски щати. Намира се на 15 km южно от центъра на Минеаполис. Населението му е 36 151 души (по приблизителна оценка от 2017 г.)
В Ричфилд умира писателят Гордън Диксън (1923 – 2001).